# Bistum Yamoussoukro
Das Bistum Yamoussoukro (lateinisch Dioecesis Yamussukroensis) ist eine römisch-katholische Diözese in der Elfenbeinküste mit Sitz in Yamoussoukro.
Auf dem Gebiet der Diözese steht das zweithöchste Kirchengebäude der Christenheit, die Basilika Notre-Dame de la Paix. Diese ist allerdings nicht zugleich die Bischofskirche, sondern „nur“ eine Basilika. Sitz des Bischofs ist die wesentlich kleinere Cathédrale Saint-Augustin.

## Geschichte
Das Bistum wurde am 6. März 1992 von Papst Johannes Paul II. gegründet und dem Erzbistum Bouaké als Suffragan zugeordnet.

## Bischöfe
- Bernard Agré (6. März 1992 – 19. Dezember 1994)
- Paul-Siméon Ahouanan Djro OFM (6. Dezember 1995 – 12. Januar 2006)
- Joseph Yapo Aké (21. Juli 2006 – 22. November 2008), dann Erzbischof von Gagnoa
- Marcellin Yao Kouadio (1. Juli 2009 – 25. April 2018), dann Bischof von Daloa
- Joseph Kakou Aka (seit 28. Dezember 2022)

## Pfarreien
Im Bistum bestehen nach (wahrscheinlich veralteten) Angaben der Website insgesamt folgende 18 Pfarreien (Stand unbekannt):
- Yamoussoukro
  - Cathédrale Saint Augustin (1960)
  - Notre dame de la Visistation (1992)
  - Sainte Monique (Sopim – Kokrénou)
  - Saint Jean (Morofè)

| - Attiégouakro - Notre Dame de la Reconciliation (2003) - Toumodi - Saint Michel (1948) - Kokoumbo - Notre Dame des Monts (1992) - Djékanou - Sainte Cathérine (2002) - Dimbokro - Saint Joseph (1931) - Tiemelekro - Saint Jean-Baptiste (1974) - M'Batto - Saint François Xavier (1953) | - Bocanda - Sainte Anne (1951) - Bengassou - Saint François Xavier (2003) - Raviart - Saint-Pierre (1951) - Tiebissou - Notre Dame de Lourdes (1954) - Kossou - Jesus de Nazareth (1972) - Didievi - Saint Jean-Baptiste (1983) - Kouassi Kouassikro - Sainte Famille (1994) |